# Hallvard Eika
Hallvard Eika (* 5. Dezember 1920 in Kanada; † 17. Mai 1989) war ein norwegischer Politiker der linksliberalen Venstre (V), der von 1955 bis 1966 Vorsitzender des Norwegischen Bauernverbandes (Norges Bondelag) und acht Jahre lang Mitglied des Storting war. Später war er von 1970 bis 1971 Landwirtschaftsminister in der Regierung von Ministerpräsident Per Borten sowie zwischen 1972 und 1973 Minister für Handel und Schifffahrt in der Regierung von Ministerpräsident Lars Korvald. 

## Leben

### Studium, Landwirt und Bauernfunktionär
Eika, Sohn des Landwirts Kittil H. Eika und dessen Ehefrau Kari Landsverk, besuchte zeitweise Schulen im Ausland und von 1938 bis 1940 die Landwirtschaftsschule in Foldsæ sowie zwischen 1942 und 1943 die Domschule zu Hamar, ehe er von 1943 bis 1946 ein Studium an der Norwegischen Landwirtschaftshochschule NLH (Norges landbrukshøgskole) absolvierte. Nach Beendigung seines Studiums war er zwischen 1946 und 1948 Wissenschaftlicher Assistent am Institut für Betriebswirtschaftslehre und Agrarökonomie der NLH tätig sowie anschließend von 1948 bis 1950 Berater des Norwegischen Bauernverbandes.
Während seiner darauf folgenden Tätigkeit von 1950 bis 1952 als Berater der Königlichen Gesellschaft für Entwicklungshilfe (Det Kongelig Selskap for Norges Vel) unternahm er 1951 einen fünfmonatigen Studienaufenthalt in den USA. Seit 1952 betrieb er als Landwirt seinen eigenen Bauernhof in Bø, eine kleine Kommune im Fylke Telemark, deren Bürgermeister er zwischen 1967 und 1970 war.
1955 wurde Eika Nachfolger von Ole Rømer Aagaard Sandberg als Vorsitzender des Norwegischen Bauernverbandes (Norges Bondelag) und bekleidete dieses Funktionärsamt elf Jahre lang bis zu seiner Ablösung durch Johan A. Vikan 1966.  Zugleich engagierte er sich in verschiedenen anderen landwirtschaftlichen Organisationen und Unternehmen und war zugleich von 1955 bis 1970 Vorsitzender des Mühlenbetriebes Bø Mølle L/L, zwischen 1963 und 1970 Vorsitzender der Verkaufszentrale der Schlachthöfe, 1964 bis 1968 Vizepräsident der Internationalen Föderation landwirtschaftlicher Produzenten (International Federation of Agricultural Producers), zwischen 1965 und 1970 Vorsitzender des Fleischunternehmens I/S Oslo Kjøttindustri sowie seit 1969 auch Vorsitzender des Hotels A/S Bø Hotell.

### Storting-Mitglied und Minister
Als Kandidat der linksliberalen Venstre wurde er bei der Wahl am 8. September 1969 zum Mitglied des Storting gewählt und vertrat in diesem bis zur Wahl am 12. September 1977 acht Jahre lang das Fylke Telemark.  Er gehörte vom 1. Oktober 1969 bis zum 21. August 1970 dem Vorstand der Venstre-Fraktion als Mitglied an. Er war von 1970 bis 1971 Mitglied des Gemeinderates von Bø.
Lyngstad, der von 1968 bis 1976 Mitglied des Landesvorstandes der Venstre war, bekleidete zwischen 1970 und 1972 die Funktion als Vize-Vorsitzender der Venstre und war als solcher für die Organisation der Partei verantwortlich.
Am 21. August 1970 wurde Eika von Ministerpräsident Per Borten als Nachfolger von Bjarne Lyngstad zum Landwirtschaftsminister (Landbruksminister) in dessen Regierung berufen und bekleidete dieses Ministeramt bis zum Ende von Bortens Amtszeit am 17. März 1971. Daraufhin war er zwischen dem 24. März 1971 und dem 18. Oktober 1972 Vize-Vorsitzender des Justizausschusses des Storting.
Ministerpräsident Lars Korvald ernannte Eika am 18. Oktober 1972 zum Minister für Handel und Schifffahrt (Handels- og Skipsfartsminister) in dessen Regierung, der er bis zum Ende von Korvalds Amtszeit am 16. Oktober 1973 angehörte. Daneben war er zwischen 1972 und 1976 Vorsitzender der Provinzhochschule von Telemark, dessen Vorstand er bereits seit 1972 als Mitglied angehörte.

### Engagement für verschiedene Institutionen und Bankmanager
Er war zwischen 1975 und 1983 erneut Mitglied des Gemeinderates von Bø und fungierte zugleich von 1977 bis 1985 als Provinzagronom des Flyke Telemark, zwischen 1977 und 1982 als Vorsitzender des Ausschusses für Bodenforschung des Norwegischen Landwirtschaftswissenschaftlichen Forschungsrates NLVF (Norges landbruksvitenskapelige forskningsråd) sowie von 1976 bis 1982 als Vorsitzender des Aufsichtsrates des Lebensmittelunternehmens Frionor-Produkter A/S.
Anfang der 1980er Jahre übernahm Eika darüber hinaus verschiedene Managerfunktionen bei Finanzdienstleistungs- und Kreditinstituten und war zwischen 1981 und seinem Tod 1989 Vorstandsvorsitzender von Landkreditt sowie von 1982 bis 1988 auch Vorstandsvorsitzender der Zentralkasse für landwirtschaftliche Betriebskredite (Centralkassen for Bøndernes Driftskreditt).
Des Weiteren war er von 1983 bis 1989 Vorsteher des ebenfalls zum NLVF gehörenden Forschungsinstitut für Georessourcen und Umweltverschmutzung GEFO (Institutt for georessurs- og forurensningsforskning) sowie zwischen 1984 und 1988 Vorsteher der Staatlichen Landwirtschaftsaufsicht. Eika, der 1986 Ritter Erster Klasse des Sankt-Olav-Ordens wurde, wurde 1986 auch Vorstandsvorsitzender der Bøndernes Bank A/S beziehungsweise zwischen 1987 und seinem Tod 1989 Vorstandsvorsitzender der daraus nach einer Fusion mit der Buskerudbanken, Forretningsbanken und Vestlandsbanken hervorgegangenen Fokus Bank.

## Veröffentlichungen
- Landbrukssamvirke, in: Sosial håndbok for Norge, 1953
- Prisstøttesystemet i amerikansk jordbruk. Rapport fra en studiereise, Mitautorin Ane Solbraa, Oslo 1955
- Norges tilknytning til Det europeiske økonomiske fellesskap, Mitautor Hans Borgen, Oslo 1961